# Мікросистеми, електроніка та акустика
 «Мікросистеми, Електроніка та Акустика» (англ. Microsystems, Electronics and Acoustics) — науково-технічний журнал, що публікує оригінальні та оглядові роботи з основних проблем електронної техніки (вакуумна, квантова, та твердотільна електроніка, фізико-технологічні аспекти виробництва дискретних приладів та інтегральних схем), акустики, зв'язку (автоматика, телекомунікаційні та комп'ютерні системи і мережі, радіотехнічні пристрої та засоби телекомунікацій, принципи побудови мереж, інтернет).
Видається з червня 2017 року, є правонаступником заснованого в березні 1995 року журналу «Електроніка та Зв'язок», який припинив своє існування.

## Галузь та проблематика збірника
- Мікросистеми та фізична електроніка
- Акустичні прилади та системи
- Твердотільна електроніка
- Вакуумна, плазмова та квантова електроніка
- Силова електроніка
- Електронні системи
- Теорія та засоби обробки сигналів і зображень
- Біомедичні прилади та системи
- Телекомунікації та захист інформації

## Редакційний штат

#### Головний редактор
Якименко Ю. І., д.т.н. проф. акад. НАН України, Україна

#### Заступник головного редактора
Жуйков В. Я., д.т.н. проф., Національний технічний університет України «Київський політехнічний інститут імені Ігоря Сікорського», Україна

#### Відповідальний редактор
Богданов О. В., к.т.н. доц., Національний технічний університет України «Київський політехнічний інститут імені Ігоря Сікорського», Україна

#### Літературний редактор
Батрак Л. М., к.т.н., Національний технічний університет України «Київський політехнічний інститут імені Ігоря Сікорського», Україна

#### Технічний редактор
Радченко І. Г., Національний технічний університет України "Київський політехнічний інститут імені Ігоря Сікорського", Україна

#### Редколегія
Добруцкий А. Б., д.т.н. проф., Вроцлавський університет науки та технології, Республіка Польща
Корнієнко А., к.т.н. Центральна школа Леона, Франція
Лисенко О. М., д.т.н. проф., Національний технічний університет України «Київський політехнічний інститут імені Ігоря Сікорського», Україна
Найда С. А., д.т.н. проф., Національний технічний університет України "Київський політехнічний інститут імені Ігоря Сікорського", Україна
Віктор Мануель де Карвалью Фернано Пірес, проф., Технологічна школа Сетубальського політехнічного інституту Сетубала, Португалія
Прокопенко Ю. В., д.т.н. проф., Національний технічний університет України «Київський політехнічний інститут імені Ігоря Сікорського», Україна
Стржелецкі Р. М., д.т.н. проф., Гданьський Політехнічний університет, Республіка Польща
Вольтер К.-Ю., проф., Технічний університет Дрездена, Федеративна Республіка Германія
Ямненко Ю. С., д.т.н. проф., Національний технічний університет України «Київський політехнічний інститут імені Ігоря Сікорського», Україна

## Індексування
Журнал включено до міжнародних баз даних, репозитаріїв та пошукових систем: COPE, CrossRef, IC Journals Master List, BASE, Google Scholar, OpenAIRE, PBN, SIS, WorldCat, Наукова періодика України.